# Elecciones municipales de 1983 en Barcelona
Las elecciones municipales de 1983 se celebraron en Barcelona el domingo 8 de mayo, de acuerdo con el Real Decreto de convocatoria de elecciones locales en España dispuesto el 9 de marzo de 1983 y publicado en el Boletín Oficial del Estado el día 10 de marzo. Se eligieron los 43 los concejales del pleno del Ayuntamiento de Barcelona a través de un sistema proporcional (método d'Hondt), con listas cerradas y un umbral electoral del 5 %.

## Resultados
Los resultados completos se detallan a continuación:
|  | 45,94 % |

|  | 27,55 % |

|  | 12,96 % |

|  | 6,96 % |

|  | 3,87 % |

|  | 1,08 % |

|  | 0,94 % |

|  | 0,30 % |

|  | 0,15 % |

|  | 0,13 % |

|  | 0,10 % |

|  | 0,01 % |

|  | 99,86 % |

|  | 0,14 % |

|  | 0 % |

|  | 53,44 % |

|  | 46,56 % |

## Investidura del alcalde
En la votación de investidura del nuevo alcalde, celebrada el 24 de mayo de 1983 en la sesión constitutiva del nuevo pleno municipal, Pasqual Maragall (alcalde saliente y candidato del PSC-PSOE), recibió 24 votos de concejales de los 21 concejales del PSC-PSOE y de los 3 del PSUC, mientras que el resto de los grupos municipales votaron por sus propios líderes.
|  | 55,81 % |

|  | 30,23 % |

|  | 13,95 % |

|  | 100 % |

|  | 100 % |